# Pakpattan

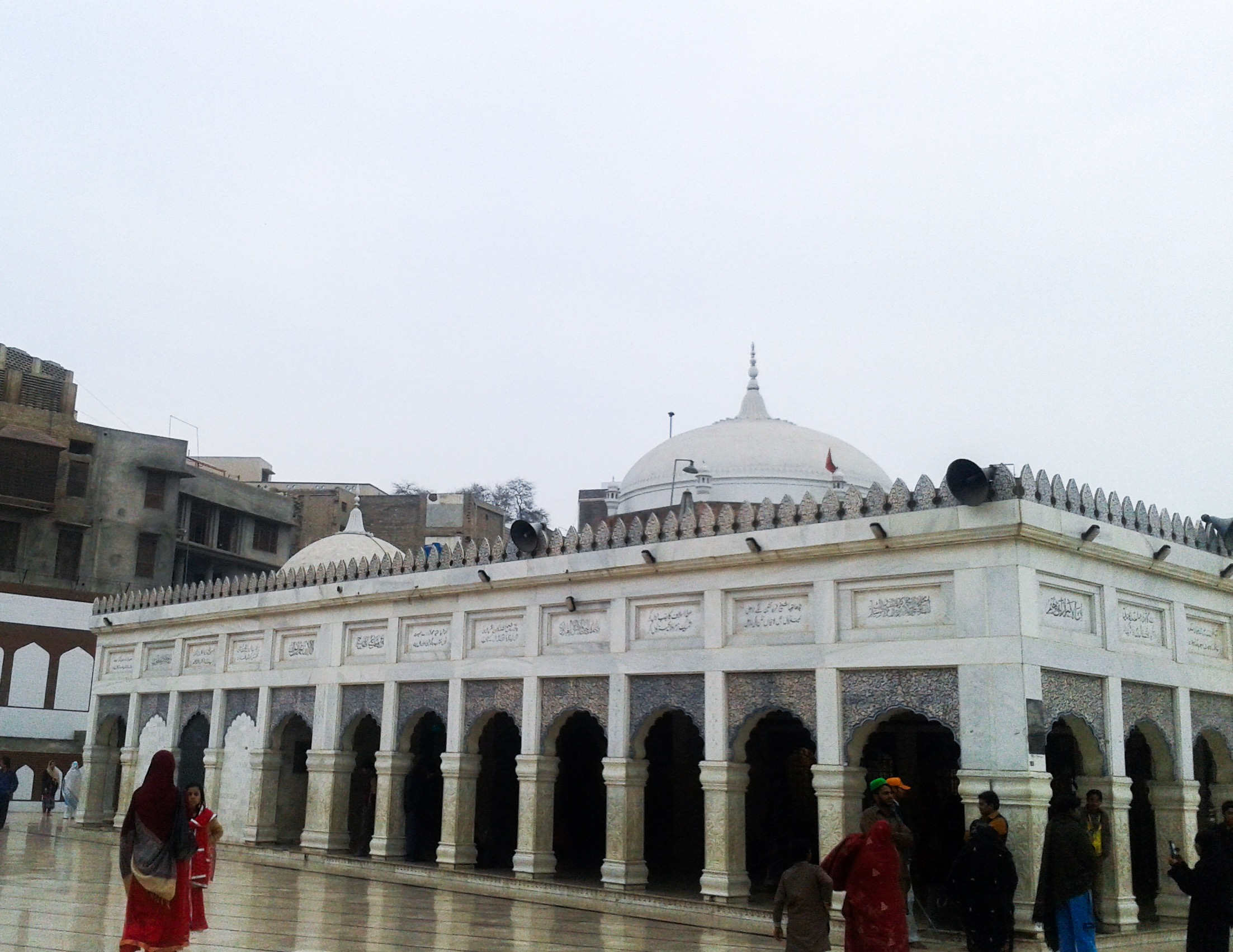
Schrein von Baba Farid

Pakpattan (Urdu پاکپتّن) ist der Hauptort des Distrikts Pakpattan in der Provinz Punjab in Pakistan. In der Stadt befindet sich der Schrein des Sufi-Heiligen Baba Farid, welcher im 12. Jahrhundert geboren wurde. Jährlich wird der Schrein heute von 2 Millionen Pilgern besucht und macht die Stadt zu einem bedeutenden Touristenziel.

## Klima
Khanpur hat ein heißes Wüstenklima (Köppen-Klimaklassifikation BWh) mit heißen Sommern und milden Wintern. Die durchschnittliche Temperatur liegt bei 24,8 Grad.

## Bevölkerungsentwicklung
| Zensusjahr | Einwohnerzahl |
| ---------- | ------------- |
| 1972       | 42.028        |
| 1981       | 69.820        |
| 1998       | 109.033       |
| 2017       | 176.693       |